# Bisturiu

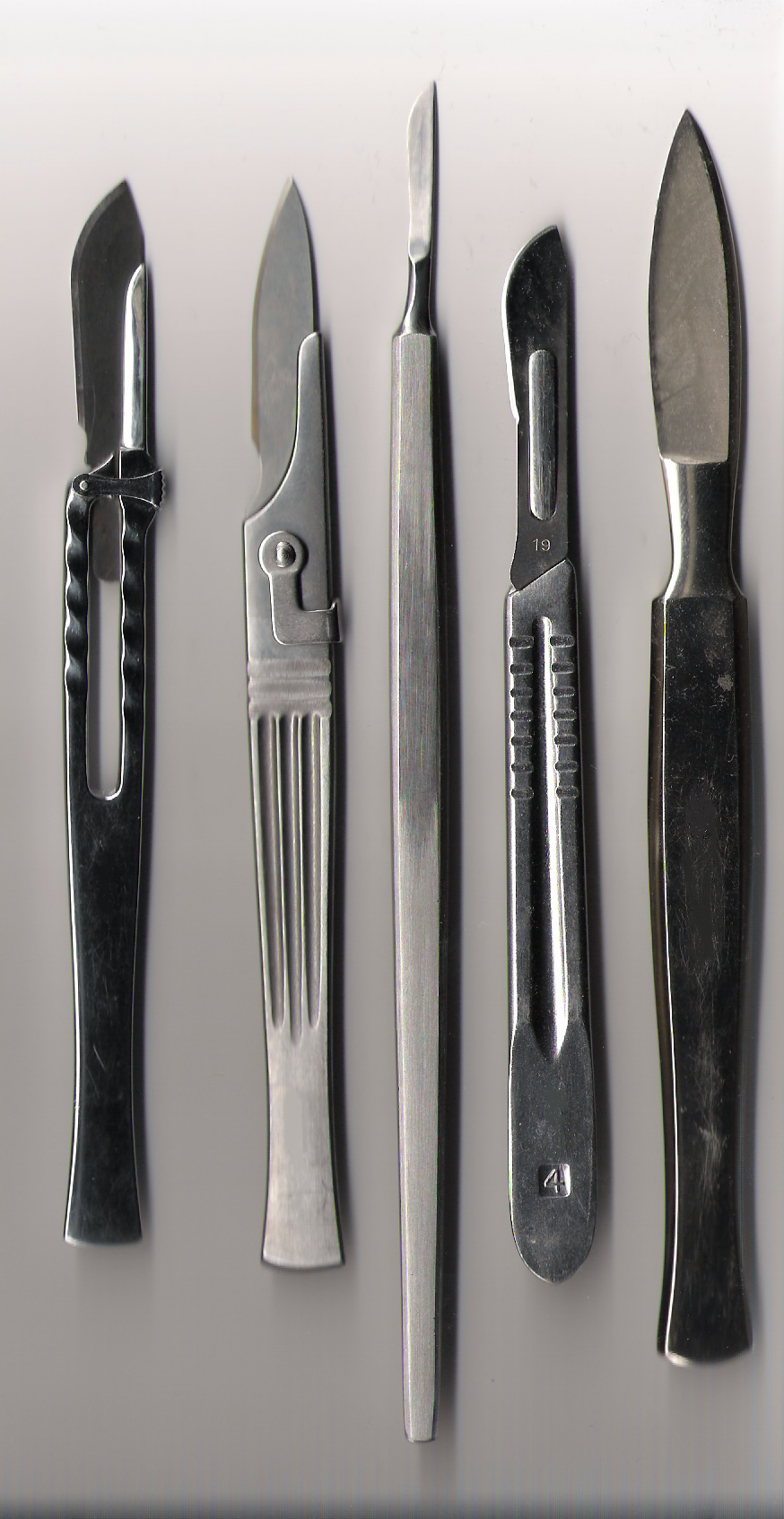
Diferite tipuri de bisturiu

Bisturiul este un cuțit foarte ascuțit folosit în principal în chirurgie.
Bisturiul poate avea lamă fixă sau detașabilă. Lamele unui bisturiu sunt atât de ascuțite încât este suficientă o atingere ușoara cu mâna pentru a provoca o tăietură. Acestea sunt subțiri și plate pentru a asigura o tăiere dreaptă. Dată fiind folosirea delicată a acestui instrument, mânerul său este acoperit cu material antialunecare. În ultimul timp au apărut și modele de bisturiu de unică folosință. 
Folosirea bisturielor este atestată încă din Egiptul Antic: egiptenii efectuau incizii cu scopuri medicale, folosind bisturie ascuțite din obsidian.
În zilele noaste acestea sun realizate din oțel inoxidabil din clasa AISI 440 (standard SUA).